# Зид федералаца
Зид федералаца (фр. Mur des Fédérés) је северни зид чувеног гробља Пер Лашез у Паризу. На том месту је 28. маја 1871. године стрељано 147 бораца  Париске комуне. То је био последњи дан такозване крваве недеље (фр. Semaine Sanglante), у којој је Париска комуна била потпуно уништена. Стрељани борци били су последњи преостали браниоци радничке четврти Белвил (фр. Belleville) у Паризу. Данас им је на месту погибије подигнут споменик (види слику).